# Мэри убивает людей
«Мэри убивает людей» (англ. Mary Kills People) — канадский телесериал в жанре чёрной комедии с Каролин Даверна в главной роли. Премьера сериала состоялась на телеканале Global 25 января 2017 года.
5 июня 2017 года сериал был продлён на второй сезон, премьера которого состоялась 3 января 2018 года.

## Сюжет
Доктор Мэри Харрис работает в отделении неотложной помощи больницы Иден и имеет побочный бизнес — она и её партнёр Дез обеспечивают ассистированный суицид. Их жизнь и работа усложняются, когда полиция начинает в отношении них расследование.

## В ролях
- Каролин Даверна — доктор Мэри Харрис
- Джей Райан — детектив Бен Уэсли
- Ричард Шорт — Дезмон «Дез» Беннет
- Грег Брайк — Грэйди Бёрджесс (сезон 1)
- Себастьен Робертс — Кевин Харрис
- Эбигейл Уинтер — Джессика «Джесс» Харрис
- Шарлотта Салливан — Николь Митчелл
- Грейс Лин Кунг — медсестра Энни Чанг
- Джесс Салгуеиро — Ларисса
- Кэти Дуглас — Наоми
- Александра Кастилло — Луиза Малик
- Лайрик Бент — детектив Фрэнк Гэйнс (сезон 1)
- Джоэл Томас Хайнс — Сидни «Сид» Томас-Хэй (сезон 1)
- Лола Флэнери — Кэмби
- Терра Хэйзелтон — Ронда Маккартни
- Мэтт Гордон — доктор Деннис Тэйлор
- Рашель Лефевр — Оливия Блум (сезон 2)